# Лоринг, Нил
Нил Лоринг (англ. Neil Loring; приблизительно 1315/20 — 18 марта 1386, Чалгрейв, Бедфордшир, Королевство Англия) — английский рыцарь, один из основателей ордена Подвязки. Под началом Эдуарда III и Чёрного принца участвовал в Столетней войне (в том числе в битвах при Креси и при Пуатье), в походе в Кастилию в 1367 году.

## Биография
Нил Лоринг принадлежал к незнатному рыцарскому роду. Он был сыном Роджера Лоринга из Чалгрейва в Бедфордшире и Кассандры Перрот, дочери Реджинальда Перрота. Дата рождения Нила неизвестна; по разным версиям, это примерно 1315 или 1320 год. По-видимому, он поступил на королевскую службу в раннем возрасте. 6 октября 1335 года Лорингу была назначена пенсия в пять фунтов, а 24 сентября 1338 года и в 1339 году он получил дополнительные субсидии из казны. Нил отличился в морской битве с французами при Слейсе 24 июня 1340 года; наградой стали посвящение в рыцари и ежегодная пенсия в двадцать фунтов. В 1342 году Лоринг служил в Бретани под началом сэра Уолтера Мэнни, в 1345 году он предпринял вместе с Майклом Нортбургом путешествие в Авиньон, к папе римскому, чтобы получить разрешение на брак принца Уэльского с дочерью герцога Брабантского. В 1345—1346 годах сэр Нил служил в Аквитании под командованием Генри Гросмонта, в 1346 году сражался при Креси и участвовал в осаде Кале. Когда король Эдуард III учредил орден Подвязки, Лоринг стал одним из рыцарей-основателей (1348 год).
В 1350 году Лоринг сражался с кастильцами в морской битве при Винчелси. К 1351 году он был камергером принца Уэльского и членом совета при нём; известно, что за службу наследнику престола сэр Нил получил пожизненную пенсию 83 фунта в год и поместья в Уэльсе. В 1353 году Лоринг отправился вместе с принцем в Аквитанию, 19 сентября 1356 года он сражался при Пуатье, а после битвы был отправлен в Англию с известием о великой победе. В ноябре 1359 года сэр Нил сопровождал короля в его экспедиции во Францию, за которой последовал мир в Бретиньи от 25 мая 1360 года. Лоринг стал одним из уполномоченных, назначенных для борьбы с нарушителями мирного договора (наряду с сэром Майлзом Степлтоном и сэром Ричардом Стаффордом). В 1364 году он вернулся в Аквитанию. Спустя два года принц Уэльский направил его с ещё тремя рыцарями в Англию, чтобы узнать мнение короля о возможном походе в Кастилию в интересах Педро Жестокого; Эдуард III одобрил экспедицию, и сэр Нил успел присоединиться к принцу до её начала. Он сражался при Нахере 3 апреля 1367 года. В июне принц именно Лоринга отправил из Вальядолида в Севилью, к королю Педро, чтобы добиться обещанной помощи.
В 1369 году сэр Нил участвовал в походе в Аженуа под командованием сэра Роберта Ноллиса, а в следующем году — в походе в Пуату под началом Джона Гастингса, 2-го графа Пембрука. Позже он вернулся в Англию и поселился в своем родовом поместье Чалгрейв, где ему было разрешено разбить парк. Лоринг умер 18 марта 1386 года и был похоронен в церкви монастыря Данстейбл, благодетелем которого он был. Известно, что сэр Нил основал часовню в Чалгрейвской церкви и финансировал строительство монастыря в Сент-Олбансе.

## Семья
Приблизительно в 1335 году Лоринг женился на Маргарет Бопель, дочери Ральфа Бопеля. В этом браке родились две дочери, Маргарет и Изабель. Первая стала женой Томаса Пейвра, вторая — женой Уильяма Когана, а потом Роберта Харингтона, 3-го барона Харингтона.

## В культуре
Сэр Нил Лоринг стал персонажем романов британского писателя Артура Конан Дойла «Сэр Найджел» и «Белый отряд».